# Engelsberg
Engelsberg est une commune de Bavière (Allemagne), située dans l'arrondissement de Traunstein, dans le district de Haute-Bavière.

## Personnalités
- Franz Karl Alter (1749-1804), jésuite et philologue allemand, est né à Engelsberg.